# 吕克莫
吕克莫（法語：Lucmau，法語發音：[lykmo]）是法国吉伦特省的一个市镇，属于朗贡区。

## 地理
吕克莫（44°20'31"N, 0°18'27"W）面积66.73 平方千米，位于法国新阿基坦大区吉倫特省，该省份为法国西南部沿海省份，是法國本土面积最大的省，北起滨海夏朗德省，西临大西洋，南至朗德省，东南接洛特-加龍省，东临多爾多涅省。
与吕克莫接壤的市镇（或旧市镇、城区）包括：蓬佩雅克、贝尔诺斯-博拉克、卡普雪、卡扎利斯、普雷沙克、朗库阿克、吕克塞。

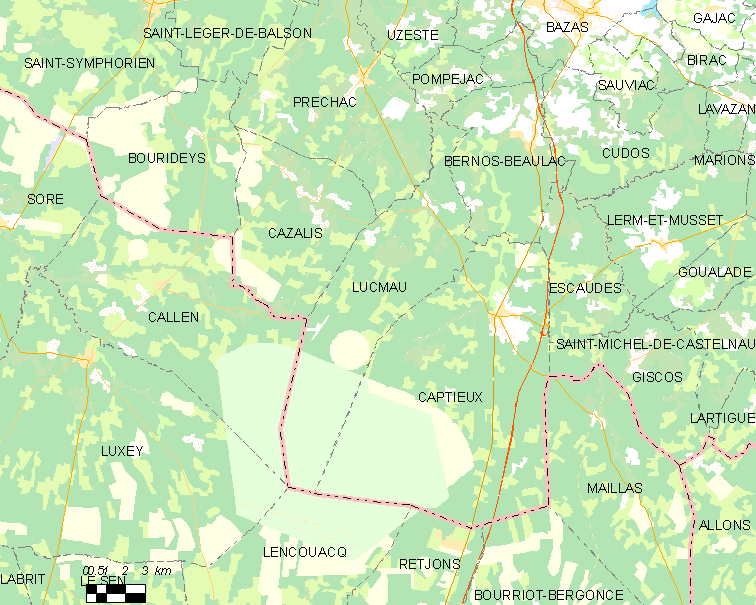
吕克莫的OSM定位图

吕克莫的时区为UTC+01:00、UTC+02:00（夏令时）。

## 行政
吕克莫的邮政编码为33840，INSEE市镇编码为33255。

## 政治
吕克莫所属的省级选区为南吉伦特县。

## 人口

1962-2008年间吕克莫人口变化图示

吕克莫于2022年1月1日时的人口数量为244人。